# Cluster (zespół muzyczny)
Cluster – niemiecka grupa krautrockowa, aktywna od 1971 roku (w latach 1969–1971 funkcjonowała jako Kluster). Stałymi członkami byli Hans-Joachim Roedelius oraz Dieter Moebius. Z grupą przez dłuższy czas współpracowali Conrad Schnitzler, Conny Plank oraz Brian Eno.
Grupa poruszała się w bardzo szerokim gronie zainteresowań, czerpiąc inspiracje z twórców muzyki minimalistycznej. Początkowo tworzyła syntezatorowe utwory w mniej przystępnych gatunkach industrialu i drone’u, oparte jednak na ambiencie. Później zespół poruszał się w kręgach rocka progresywnego i krautrocka, by pod koniec lat 70. współpraca z Eno zaowocowała formułą New Age’ową. Albumy z lat 80. kojarzone są najczęściej z awangardą.
Cluster wywarł spory wpływ na muzykę elektroniczną i ambientową, zwłaszcza na Mouse on Mars, The Orb, Oval, Coil, Roberta Richa.

## Członkowie

### Stali członkowie
- Hans-Joachim Roedelius (1971–2010)
- Dieter Moebius (1971–2010)
- Conny Plank (jako muzyk – 1971; jako kompozytor 1971–1972, jako inżynier/producent 1971–1978)

### Współpracownicy
- Brian Eno (1977–1978) – syntezator, wokal, produkcja, gitara basowa
- Holger Czukay (1977–1978) – gitara basowa
- Asmus Tietchens (1977) – syntezator
- Okko Bekker (1977) – gitara
- Joshi Farnbauer (1980) – perkusja
- Stanislaw Michalak (1990) – gitara basowa
- Bond Bergland – gitara (1996)
- Paul M. Fox (1996) – muzyk/inżynier
- Tommy Grenas (Johnston) (1996) – muzyk

## Dyskografia

### Albumy studyjne
- 1971 Cluster
- 1972 Cluster II
- 1974 Zuckerzeit
- 1976 Sowiesoso
- 1977 Cluster & Eno – we współpracy z Eno
- 1978 After the Heat – we współpracy z Eno
- 1979 Grosses Wasser
- 1980 Cluster '71 (reedycja)
- 1981 Curiosum
- 1991 Apropos Cluster
- 1995 One Hour
- 2009 Qua

### Albumy live
- 1980 Live in Vienna – Recorded with Joshi Farnbauer
- 1997 Japan 1996 Live
- 1997 First Encounter Tour 1996
- 2008 Berlin 07

### Kompilacje
- 1984 Begegnungen (z Brianem Eno, Connym Plankiem)
- 1984 Stimmungen
- 1985 Begegnungen II (z Brianem Eno, Connym Plankiem)
- 1985 Old Land (z Brianem Eno)
- 2007 Box 1 (box set)